# Martin Kobau
Martin Kobau (* 11. November 1972 in Villach) ist ein ehemaliger österreichischer Ruderer.

## Karriere
Kobau ruderte für den Ruderverein Villach von 1881. Er nahm mit dem Doppelvierer bei den Junioren-Weltmeisterschaften 1990 teil. 1993 wurde er im Leichtgewichts-Doppelzweier Europameister. Bei den Weltmeisterschaften 1994 erreichte er im Leichtgewichts-Vierer ohne Steuermann das B-Finale und ruderte seitdem in dieser Bootsklasse. Bei den Olympischen Spielen 1996 erreichten die Österreicher den zwölften Platz und bei den Weltmeisterschaften 1999 Platz fünf. Im Jahr 2000 gelang der Weltcupgesamtsieg und Platz neun bei den Olympischen Spielen. 2001 war das erfolgreichste Jahr. Martin Kobau, Wolfgang Sigl, Bernd Wakolbinger und Sebastian Sageder wurden auf dem Rotsee Weltmeister im Leichtgewichts-Vierer ohne Steuermann. Bei den Weltmeisterschaften 2002 konnte mit Platz neun der Erfolg nicht wiederholt werden.

## Dopingfall
2003 wurde Kobau ebenso wie seine Teamkollegen Helfried Jurtschitsch und Norbert Lambing bei einem Dopingtest positiv auf Nandrolon getestet und für sechs Monate gesperrt. Als Ursache wurde die Einnahme des verunreinigten Nahrungsergänzungsmittels „Mega Ribosyn 1100“ ermittelt. Das fragliche Mittel wurde zuvor vom österreichischen Dopinglabor Seibersdorf als unbedenklich getestet. Die zuständige FISA-Kommission stellte außerdem fest, dass Jurtschitsch, Lambing und Kobau nicht mit dem Ziel der Leistungssteigerung gehandelt hätten und befand darüber hinaus keine Nachlässigkeit in ihrem Handeln. Bei der Aussprache der 6-Monats-Sperre berief sich die Kommission jedoch auf den Grundsatz des Sportlers in der Verantwortung über dessen eigenen Körper und das existente Risiko über die Zunahme von Nahrungsergänzungsmitteln selbst unter höchsten Vorsichtsmaßnahmen. 2004 startete Kobau noch bei einem Weltcup und beendete dann seine Karriere.

## Auszeichnung
- 2001: Kärntner Sportler des Jahres[6]